# Magdalena Rudenschöld

Magdalena Rudenschöld, 1766-1823 - Nationalmuseum - 39436

Magdalena Charlotta Rudenschöld, född 3 januari 1766 i Stockholm, död 5 mars 1823 där, var en svensk grevinna, hovdam och målare.
Hon var en av aktörerna i Armfelt-konspirationen mot förmyndarregeringen och dömdes för landsförräderi. Hon hade 1785–1793 ett förhållande med Gustaf Mauritz Armfelt och deltog i hans konspiration mot förmyndarregeringen, något som höll på att kosta henne livet när Armfelt i sin frånvaro dömdes till döden för konspiration mot kungen.
Rudenschöld betraktas som den första politiska fången på Långholmens spinnhus.

## Bakgrund
Magdalena Rudenschöld var dotter till riksrådet greve Carl Rudenschöld och grevinnan Kristina Sofia Bielke, en dotterdotter till Christina Piper samt syster till Thure Gabriel Rudenschöld. Rudenschöld blev 1784 hovdam hos prinsessan Sofia Albertina, syster till Gustav III. Kungen gillade Rudenschöld och brukade kalla henne la Belle Madeleine. Hon beskrivs som vacker, intelligent och passionerad och kallades allmänt för Malla. Vid hovet uppvaktades hon både av hertig Karl och av Armfelt. Armfelt och Rudenschöld inledde ett förhållande hösten 1784 och Armfelt gifte sig 1785 med Hedvig de la Gardie, men fortsatte att uppvakta Rudenschöld. Armfelt bedrog dock både henne och sin fru.  Rudenschöld födde honom i hemlighet två barn, troligen döda strax efter födseln. 
Johan Albrecht Ehrenström skrev senare om hennes förhållande med Armfelt i sina memoarer: Hos fröken Rudenschöld behärskades alla hennes känslor, tankar, önskningar och företag av hennes obegränsade tillgivenhet för baron Armfelt. Hela hennes existens var fästad vid hans person, hon syntes icke leva och andas utan i och genom den kärlek hon hade för honom. Varje av hans yttranden var av henne ansett som ett gudasvar,stämplat av den högsta vishet, och hon tillät sig aldrig den förmätenheten att underkasta det någon prövning. Passionen förmörkade i detta avseende hennes eljest ljusa förstånd.

## Armfeltska konspirationen
År 1793 smidde Armfelt, som då vistades utomlands, planer på att störta Reuterholm med ryska flottans hjälp och själv ta plats i förmyndarregeringen i en sammansvärjning känd som Armfeltska konspirationen. Han fick Rudenschöld att fungera som agent till sina anhängare, den unge kungen och den ryska ambassaden. Hon utförde åtminstone ett av dessa uppdrag.
Rudenschöld ville ha Armfelt tillbaka till Sverige och fortsätta deras relation. Hon var ingen passiv assistent till Armfelt, utan agerade som hans ombud i Sverige och som centralfigur för konspiratörerna där. Planen gick ut på att utverka någon form av tillstånd från den omyndige kungen, Gustav IV Adolf, att avsätta hans förmyndarregering. Detta tillstånd skulle sedan vidarebefordras till Ryssland, där det kunde rättfärdiga ryskt militärt stöd för kuppmakarna i Stockholm. Med hjälp av ryskt militärt stöd, skulle sedan gruppen kring Rudenschöld avsätta förmyndarregeringen och installera en ny, där Armfelt skulle få del. Armfelt lovade också att gifta sig med Rudenschöld då han återvände till Sverige efter lyckad kupp. Magdalena Rudenschöld försökte vid åtminstone två tillfällen, en gång personligen på en bal, en gång via en mellanhand, lämna fram ett brev till den omyndige kungen, där han ombads ge Armfelt sitt godkännande till att vidta åtgärder för kungens "säkerhet". Vid tidpunkten för arresteringen, hade dock gruppen misslyckats med att utverka ett sådant tillstånd.
Armfelts brevväxling kom i händerna på Reuterholm genom mutor till postmästaren i Hamburg, där all post till Sverige passerade. Då Reuterholm i december inledde sin aktion mot konspirationen arresterades Rudenschöld som en av de första inblandade natten 18 december 1793. Hon hade bränt flera papper men bland hennes brev fann man en del kärleksbrev från hertig Karl.

## Rättegång
Den 30 januari fördes Rudenschöld från hennes cell till hovrättens sessionssal i kungshuset på Riddarholmen. Rättegången var ledd av riksdrotsen och president i Svea hovrätt Carl Axel Wachtmeister och åklagare var Carl Johan Örbom. Bevismaterialet mot henne var klent och hon försvarade sig klokt och kraftfullt. Men hon utsattes för hård press och hölls "uti ett ohyggligt fängelse, där jag icke sett varken sol eller måne". Vad som anses ha inverkat mest negativt på hennes ställning var att hon i sina brev uttryckt sig ringaktande om hertig Karl och Reuterholm, som båda tog illa vid sig; hertig Karl var dessutom sedan förut illa inställd till henne då hon avvisat hans närmanden.
Vid en husundersökning av Armfelts egendom Lindnäs i Östergötland påträffades 1100 av hennes kärleksbrev till honom. Åtta av dem trycktes i Svea hovrätts protokoll och utgavs som skillingtryck av hertig Karl och Reuterholm med titeln: "Den på Gamla Kungshuset fängslade frökens nu Magdalena Charlotta Carlsdotters brev till riksförrädaren som fordom kallades baron Armfelts, nu fågelfri under namn av Gustaf Mauritz Magnusson, angående deras kärleksäventyr." I breven skriver Magdalena Rudenschöld bland annat om hur hon med hans stöd försökt avbryta en graviditet. Hon förnekade inte att hon skrivit dem, men Armfelt förnekade att han läst dem. Dessa brev brändes till stor del med stöd av Oscar II år 1888, eftersom de stötte det sena 1800-talets sexualmoral.
I april 1794 lyckades man få tag på bättre bevismaterial, som hon konfronterades med. Hon erkände då och betonade att hon hade utfört sitt brott endast på grund av sitt obegränsade förtroende för Armfelt. Svea hovrätt och Högsta domstolen dömde 22 september 1794 henne till döden för medhjälp till landsförräderi tillsammans med Armfelt, Ehrenström och Aminoff. Straffet ändrades till schavottering och spinnhus på Långholmen. Rikskansler Fredrik Sparre föreslog att Rudenschöld skulle piskas med ris, vilket Reuterholm godkände, men detta mötte opposition – Sparre kallades "riskanslern" – och det blev inte genomfört.

## Bestraffning
Schavotteringen vid skampålen på Riddarholmstorget 23 september 1794 beskrivs som "ett hjärtslitande skådespel". Åskådarna sägs ha tyckt synd om henne och visat medlidande, på grund av hennes "ungdom, hennes hårda öde och kanske även av återstoden av hennes forna skönhet", som Hedvig Elisabet Charlotta av Holstein-Gottorp skrev i sin dagbok. (Magdalena Rudenschöld var då 28 år.) Hon stod på schavotten tillsammans med bödeln, bödelsdrängen, underståthållaren, doktorn och en fältskär. Vaktchefen Silfverhielm var också närvarande. Hon var klädd i grå kattunskjol och svart kappa och hade utsläppt hår. Hon drack vatten två gånger. Då vagnen kom för att ta henne till spinnhuset svimmade hon enligt Märta Helena Reenstierna: "med samma smak och adresse som en gång assesorskan Olin i Acis och Galathea" på Operan. Hennes vän greve A.F. Skjöldenbrand skrev: "Blott några av pöbelns avskum började att smäda men Silfverhielm lät vakten tysta dem". Det var meningen att hon skulle bära halsjärn, men då bödeln lyfte det för att sätta på det ryggade hon rysande tillbaka, varpå "bödeln fällde händerna, varpå hon fick ställa sig blek utan halsjärn framför pålen, där hon stod blek som en nyss avliden i tjugo minuter, varpå hon dånade och bars bort som död."
Hon fråntogs adelsnamn och frökentitel och omnämns i äldre Långholmshandlingar som »Magdalena Carlsdotter, f. d. fröken»:
Man satte mig i en hyrvagn, omgifven af stadsvakter. jag förblev sanslös hela vägen till spinnhuset, ett stycke utom Hornstull, och öppnade ej mina ögon förrän på eftermiddagen, då jag fann mig helt allena, liggande på golfvet i en mörk arrest med en vattenskål och ett glas vin bredvid mig. Ännu hade jag ingenting smakat på hela dygnet. Då jag tog i vinglaset hörde jag skrik: 'hon lefver ännu'. Jag såg upp till fönstret och fann där utanför uppstaplade alla spinnhushjonen, som betraktade mig. Jag ville då stiga upp och flytta mig i en vrå undan deras åsyn, men fann mig oförmögen att stå på mina fötter, och återföll tillbaka på golfvet.
Tack vare olika personers ingripande fick dock Magdalena Rudenschöld två möblerade rum med kök inrett åt sig i spinnhuset. Hennes bord serverades av fängelsedirektören med fyra rätter till varje mål. Hon fick promenera omkring på backen utanför fängelset, och där hade hon också tillstånd att träffa en del släktingar. Man får alltså en skev föreställning om hennes liv på spinnhuset ifall man tänker sig henne sittande vid spinnrocken bland vanliga brottslingar.

## Senare liv
Reuterholm ordnade så att hon släpptes fri innan kungen myndigförklarades, då han i en politisk manöver ville framträda som ädel och förlåtande och ville undvika att kungen benådade henne först. Magdalena Rudenschöld frisattes i november 1796 med den första statshandling som Gustav IV Adolf undertecknade, och förvisades till Gotland, där hon fick Stenstugu gård som ersättning för förlorad lön och pension. Hon återfick då också sitt namn. Första åren fick hon ej lämna ön men sedan blev hon fullständigt fri. Hon slog sig ned med sin numera blinda mor på Helgeandsholmen. År 1798 fick hon en son, Eric Ekmansdorff Karlsson, född 5 juni 1798 i Finntorp i Tryserum, senare officer i Villmanstrand. Fadern var hennes betjänt, "en ung, rask och vacker gosse", som hon sedan levde ihop med i ett enligt vissa källor olyckligt förhållande där han behandlade henne illa.
Rudenschöld flyttade 1801 till Schweiz på förslag och bekostnad av Armfelt; hon beskyddades där av Germaine de Staël och besökte ofta Coppet. Det var också på Armfelts rekommendation som hennes son sändes för att uppfostras i Sankt Petersburg. Hon beskrevs nu som älskvärd men allvarlig. 1813 återkom hon till Sverige för att hjälpa till att ta hand om brodern Thure Gabriel Rudenschölds barn. Hon beskrevs nu som glättig och fängslade med roliga historier, men misstänksam och talade aldrig om sin ungdom. Så småningom flyttade hon från sin bror till Stockholm, där hon dog 1823. Hon begravdes i familjegraven i Sankta Klara kyrka på Norrmalm.
Hennes meddömde J. A. Ehrenström menade att hennes misstag var:
"kärlek, denna våldsamma passion, som hos så många människor av alla åldrar överväldigar förnuftet".